# Isabel Pinto de Vidal
Isabel Pinto de Vidal, född 1885, död 1969, var en uruguayansk politiker.
Hon blev 1942 sitt lands första kvinnliga parlamentariker. 